# Osmington
Osmington är en ort och civil parish i Storbritannien.   Den ligger i kommunen Dorset och riksdelen England, i den södra delen av landet, 190 km sydväst om huvudstaden London. Osmington ligger 74 meter över havet och antalet invånare är 673.
Terrängen runt Osmington är platt. Havet är nära Osmington söderut.  Närmaste större samhälle är Weymouth, 6,2 km sydväst om Osmington. 